# 벨기에 공주 아스트리드
외스터라이히에스테 대공비 벨기에 공주 아스트리드(Princess Astrid of Belgium, Archduchess of Austria-Este, Duchess of Modena, Princess Imperial of Austria, Princess Royal of Hungary and Bohemia 1962년 6월 5일~ )는 벨기에의 공주로, 모데나와 레지오의 공작 부인, 외스터라이히에스테 대공비등 다양한 작위를 지니고 있다. 벨기에 국왕 알베르 2세와 파올라 왕비의 장녀이다. 형제로는 오빠 벨기에의 국왕인 필리프와, 남동생 로랑 왕자가 있다. 1984년 9월 22일에 외스터라이히에스테 대공 로렌츠와 결혼했으며, 현재 남편 및 자식들과 함께 벨기에에 거주하고 있다. 그녀는 벨기에의 왕위 계승 순위 6위이다.

## 자녀
아스트리드는 로렌츠 폰 외스터라이히에스테 대공(오스트리아-헝가리 제국 마지막 황제인 카를 1세의 손자로서 명목상의 외스터라이히-에스테 대공 출신)와의 사이에서 2남 3녀를 두었다. 자녀들은 1991년 칙허에 의해, 로렌츠 대공은 1995년 칙허에 의해 벨기에의 왕자/공주 작위를 얻었으며 명목상의 외스터라이히-에스테 대공이기도 하다.
- 아들 : 아메데오 폰 외스터라이히에스테 공자 (1986-현재)
- 딸 : 마리아 라우라 폰 외스터라이히에스테 공녀 (1988-현재)
- 아들 : 요아킴 폰 외스터라이히에스테 공자 (1991-현재)
- 딸 : 루이자 마리아 폰 외스터라이히에스테 공녀 (1995-현재)
- 딸 : 래티티아 마리아 폰 외스터라이히에스테 공녀 (2003-현재)

## 관직
아스트리드는 2007년 12월 31일까지 벨기에 적십자사 총재였다. 현재 벨기에 간호장교 대령이다. 국제 패럴림픽 위원회의 명예 위원이다. 오빠인 필리프가 왕자였던 때 FTA 위원회의 명예의장이었다. 필리프가 왕위를 계승함에 따라, 아스트리드가 FTA 위원회의 명예의장이 되었다.

## 계급
- 1997년 5월 23일 - 2003년 12월 26일: 벨기에 간호장교, 중령
- 2003년 12월 26일 - 현재: 벨기에 간호장교, 대령